# Microcyba cameroonensis
Microcyba cameroonensis är en spindelart som beskrevs av Robert Bosmans 1988. Microcyba cameroonensis ingår i släktet Microcyba och familjen täckvävarspindlar.
Artens utbredningsområde är Kamerun. Inga underarter finns listade i Catalogue of Life.